# Sinagoga di Livorno
La sinagoga di Livorno sorge non lontano da piazza Grande, 
all'interno della città pentagonale del Buontalenti, nell'ampia piazza Benamozegh.
Fu costruita su progetto dell'architetto Angelo Di Castro e completata nel 1962 sul luogo dall'antica sinagoga, parzialmente distrutta durante l'ultimo conflitto mondiale.
È con Roma, Trieste e Genova, una delle quattro grandi sinagoghe monumentali del Novecento in Italia e l'unica ad essere edificata nel periodo successivo alla seconda guerra mondiale.

## Storia

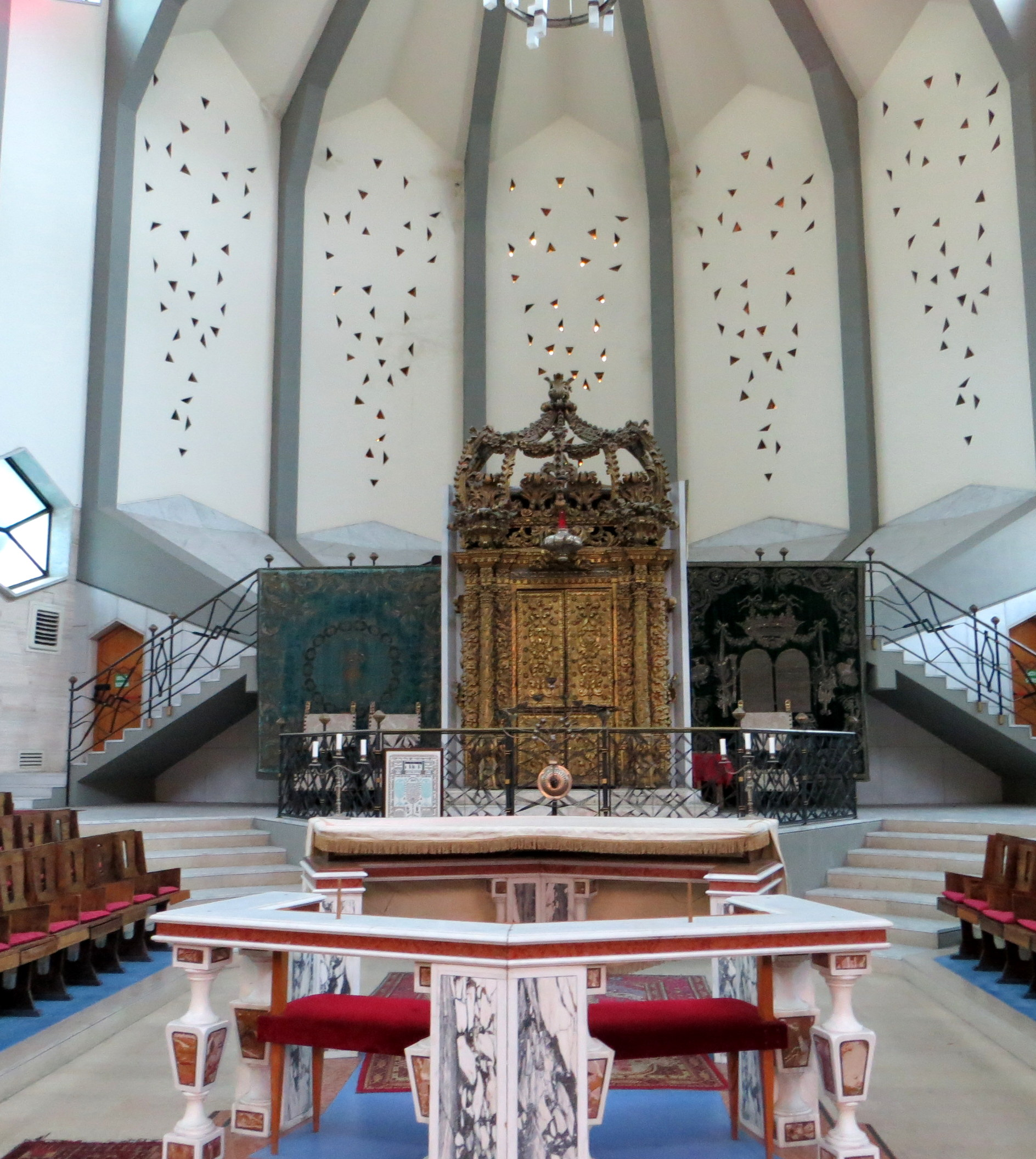
Interno della Sinagoga

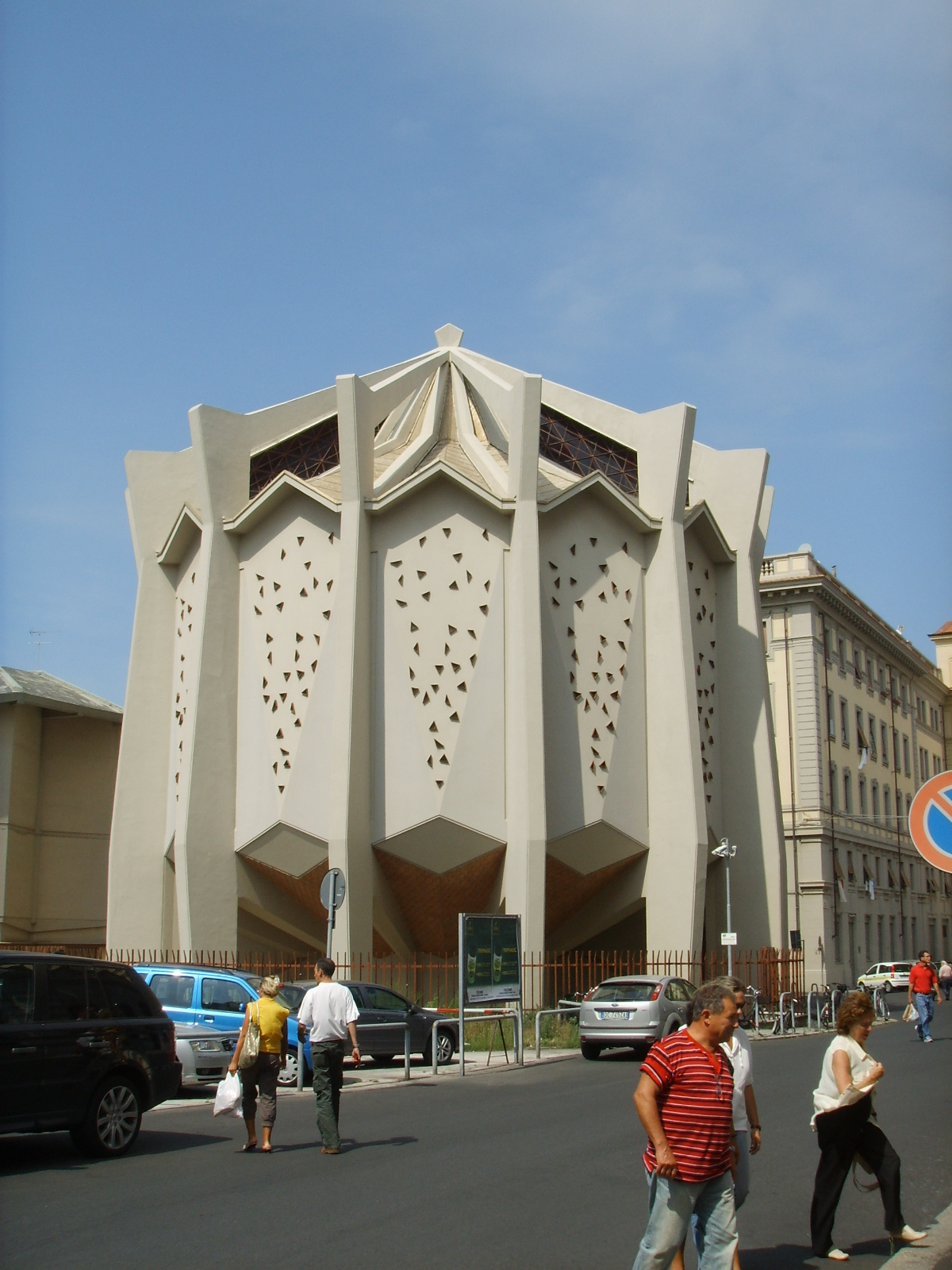
Esterno

I bombardamenti della seconda guerra mondiale distrussero parzialmente l'antica sinagoga secentesca che si trovava dietro al duomo. Nel dopoguerra si avviò un lungo dibattito circa la possibilità di ricostruirla dov'era e come era o di procedere all'edificazione di un nuovo edificio. Anche per l'intervento di Bruno Zevi, allora membro del Consiglio Superiore dei Lavori Pubblici, la vicenda della ricostruzione passò dalla competenza della comunità livornese a quella dell'Unione delle comunità ebraiche che vide nell'edificazione di una nuova sinagoga a Livorno l'occasione per creare dopo la tragedia della guerra un monumento alla vitalità ebraica, che avrebbe assunto un significato simbolico proprio perché coinvolgeva una comunità numerosa, antica e di grande tradizione rabbinica.

## Descrizione
L'architetto Di Castro progettò un edificio che richiamava nella forma il Tabernacolo o la Grande Tenda destinata a custodire l'Arca dell'Alleanza, avvicinandosi a coeve progettazioni del dopoguerra, soprattutto tedesche.
La struttura portante, realizzata con possenti nervature in calcestruzzo armato racchiude pannelli di tamponamento in cui si aprono finestre ottagonali ed esagonali e il corpo prismatico dell'abside, nel quale piccolissime aperture triangolari creano un suggestivo baluginare di luci.
All'interno i sedili sono disposti su gradinate digradanti verso il centro dove si innalza la tevà, realizzata riutilizzando parti di quella antica; l'aròn hakkodeš — אָרוֹן הַקֹּדֶשׁ del 1708, opera dell'ebanista Angelo Scoccianti di Cupramontana, proviene dalla sinagoga di Pesaro ed è uno splendido esempio di ebanisteria barocca. Il matroneo è collocato su un ballatoio nella parte retrostante. Al piano sottostante è sistemato l'Oratorio Lampronti nel quale la tevà e l'aròn, del secolo XVII, provengono dal tempio di rito spagnolo di Ferrara.